# John Muir Trail

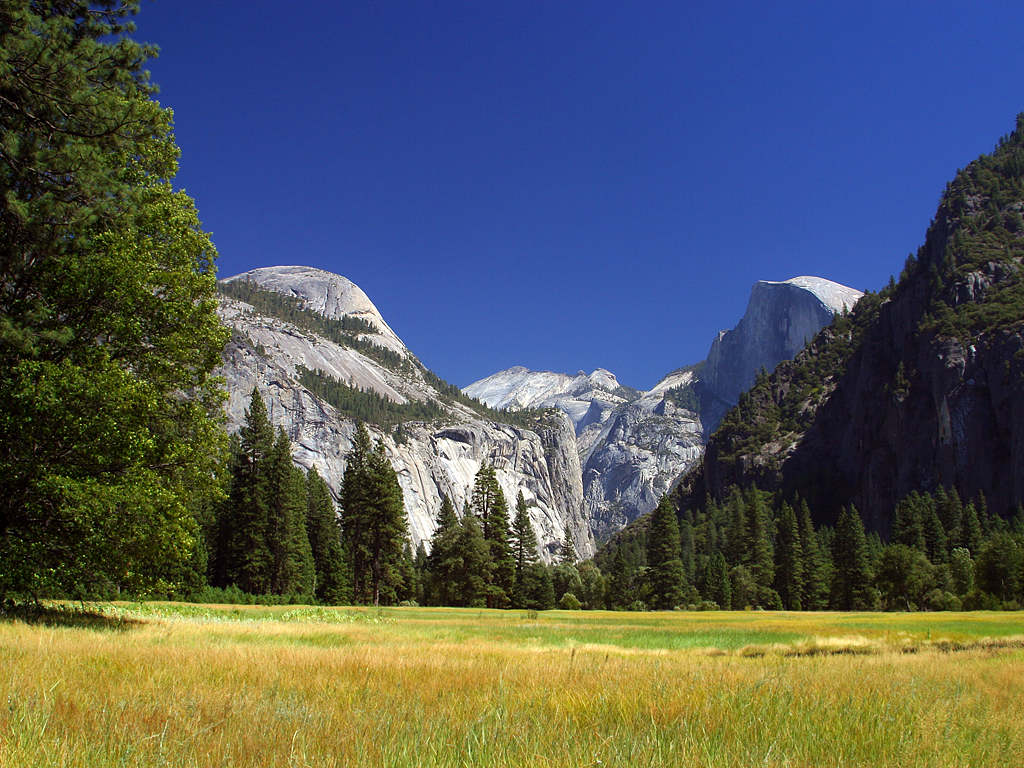
Im Yosemite Valley

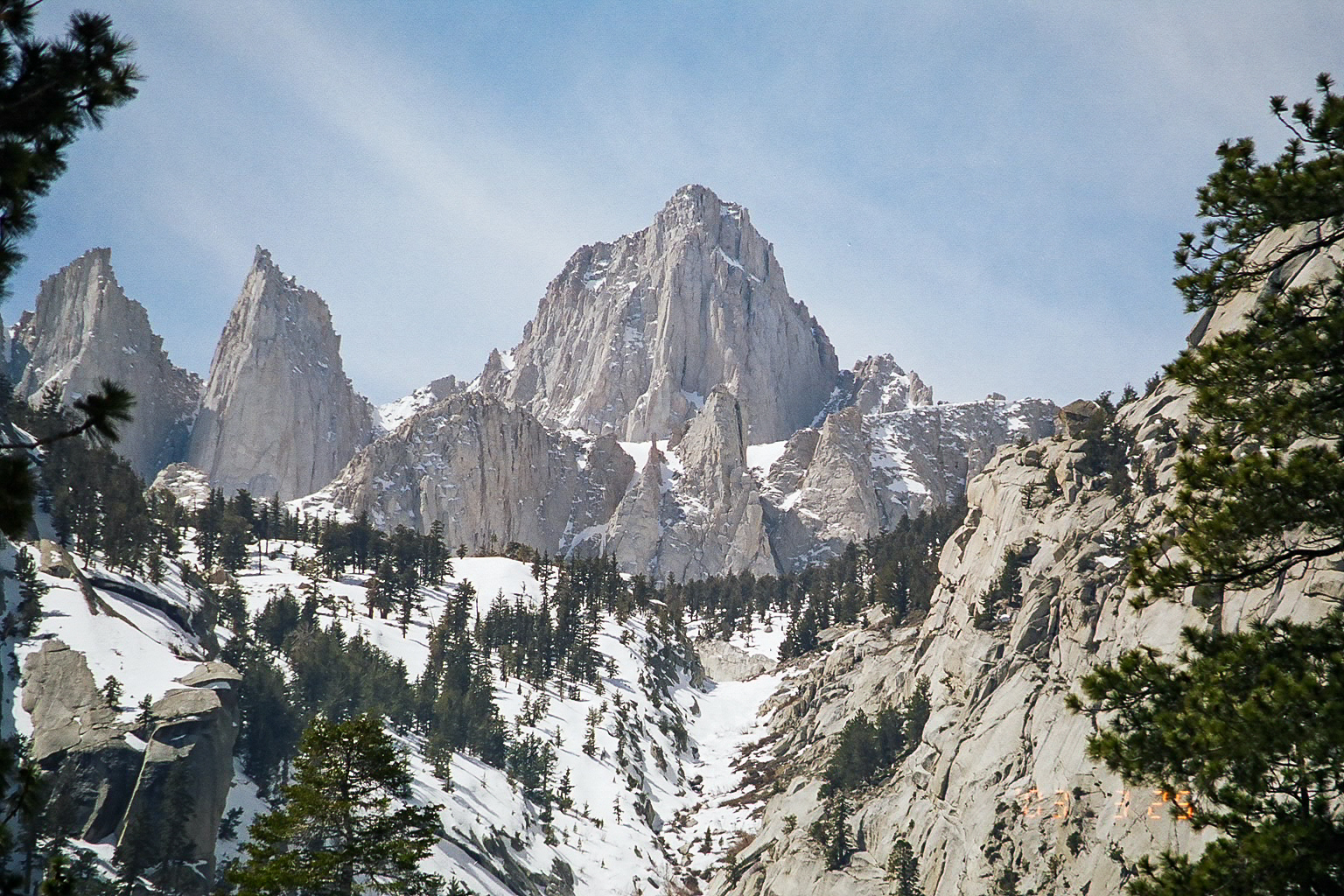
Blick auf den Mt. Whitney

Der John Muir Trail (kurz JMT) ist ein Fernwanderweg in der Sierra Nevada im US-Bundesstaat Kalifornien. Der Weg beginnt am Happy Isles Trailhead im Yosemite Valley und endet offiziell auf dem Gipfel des Mount Whitney. Er ist ungefähr 340 Kilometer lang, mit dem Abstieg vom Mt. Whitney nach Osten zum Whitney Portal oberhalb des Owens Valley rund 357 Kilometer. Dabei sind insgesamt etwa 24.000 Höhenmeter zu bewältigen. Der Wanderweg ist nach John Muir benannt. Ein Großteil der Strecke ist zugleich ein Teilstück des über 4000 Kilometer langen Pacific Crest Trail (PCT).
Der Bau des John Muir Trail wurde im Jahr nach dem Tod des Namensgebers 1915 begonnen und 1938 beendet. Der Wanderweg überquert von Norden nach Süden insgesamt sechs über 11.000 Fuß (3353 m) hohe Pässe: den Donohue, Muir, Mather, Pinchot, Glen und Forester Pass (mit 4009 m der höchste). Die vier weiteren, ebenfalls benannten, aber niedrigeren Pässe des Trails sind Cathedral, Island, Silver und Seldon Pass. Der größte Teil des Wegs verläuft zwischen 2500 und 3500 m über dem Meeresspiegel.
Neben dem Yosemite-Nationalpark verlaufen Abschnitte des Wanderwegs durch den Kings-Canyon- und den Sequoia-Nationalpark, durch die Staatsforste Inyo und Sierra National Forest mit den Wildnisgebieten John Muir Wilderness und Ansel Adams Wilderness sowie durch das Schutzgebiet Devils Postpile National Monument.
Zur Begehung des ganzen Weges als Trekkingroute werden etwa 14 bis 20 Tage benötigt. Der Streckenrekord liegt jedoch bei nur zwei Tagen, 19 Stunden und 26 Minuten. Die meisten Wanderer begehen aber nur einzelne Abschnitte. Die am besten geeignetste Zeit zum Erwandern liegt zwischen Juli und Oktober. Sie wird hauptsächlich durch die Stärke der Schneeschmelze im Frühjahr und den ersten Schneefall im Herbst bestimmt.
Für den John Muir Trail wird eine wilderness permit benötigt, die vom Nationalpark oder vom „National Forest“ ausgestellt wird, bei dem man in den JMT einsteigt. Nachdem sich die Zahl der Wanderer auf dem John Muir Trail zwischen 2011 und 2014 verdoppelte, wurde 2015 eine spezielle Quote der Permits über den Donohue Pass eingeführt. Ziel ist es, Fernwanderer auf dem John Muir Trail im Permit-System von anderen Wanderern zu unterscheiden und so eine Übernutzung der meistbegangenen Abschnitte zu vermeiden. Eine Reservierung der permits ist maximal 24 Wochen vor dem Termin möglich und ratsam. Ebenfalls vorgeschrieben ist die Mitnahme von Bärenkanistern zum Verstauen von Lebensmitteln. Diese können vor Ort ausgeliehen werden.